# راسلمينيا 12
راسلمينيا 12 هو المهرجان الثاني عشر من مهرجانات الراسلمينيا التي يقيمها اتحاد الدبليو دبليو أي جرى عرضه في 31 مارس 1996 في ساحة أروهاد بوند في مدينة أنهايم بولاية كاليفورنيا الأمريكية.

## روابط خارجية
- راسلمينيا 12 على موقع IMDb (الإنجليزية)
- راسلمينيا 12 على موقع قاعدة بيانات الفيلم (الإنجليزية)
- راسلمينيا 12 على موقع كينوبويسك (الروسية)

- The official website of WrestleMania XII
- WrestleMania XII facts/stats